# Tingbjerg
Tingbjerg er et boligområde med ca. 6.000 beboere beliggende i Tingbjerg Sogn i København. Det ligger i en grøn lomme, omgivet af Vestvolden og Utterslev Mose i den nordvestlige udkant af Københavns Kommune, ca. 8 km. fra Rådhuspladsen. Postnummeret er 2700 Brønshøj, nærmeste butiksstrøg er Frederikssundsvej, og nærmeste S-togsstation er Husum Station.
Tingbjerg blev tegnet af arkitekten og byplanlæggeren Steen Eiler Rasmussen og landskabsarkitekten C.Th. Sørensen og er et fremtrædende eksempel på efterkrigstidens bybygning i større skala, der var baseret på grundige sociale studier.

## Opførelse
Tingbjerg er opført på jord, som oprindeligt var marker til gårdene i Husum. Omkring 1900 blev store arealer i området omkring Brønshøj, Husum og Emdrup købt op af Københavns Kommune, landbrugsdriften ophørte, og der blev udlagt kolonihaver, hvor Tingbjerg nu ligger.
I forbindelse med saneringen af det indre København i 1940'erne opstod der et stort behov for genhusning. Kommunen valgte den kendte arkitekt og byplanlægger Steen Eiler Rasmussen til at tegne den selvstændige byenhed Tingbjerg, der skulle falde ind i det åbne landskab. Derfor måtte der højst bygges i tre etager, bortset fra højhuset, som skulle camouflere den oprindelige varmecentral.
Steen Eiler Rasmussen planlagde i 1950'erne Tingbjerg sammen med arkitekt og landskabsarkitekt C.Th. Sørensen. De tegnede en mønsterby – en by i byen – efter engelsk forbillede beplantet med træer, bærbuske og rosenpergolaer. Det oprindelige byggeri omfattede ca. 3.000 boliger. Det var udformet efter britiske new town-idealer, og området fik egen kirke, skole, butiksstrøg og et stort udbud af institutioner, bl.a. en af landets første byggelegepladser. Alt sammen skulle det være med til at skabe rammen om det gode liv. I de mange grønne haverum mellem husene blev der skabt god plads til, at børn kunne lege og naboer mødes. Tingbjerg blev opført over en 15-årig periode fra slutningen af 1950'erne til begyndelsen af 1970'erne.
I 1996 kom Utterslevhuse til. Bebyggelsen ligger i forlængelse af Tingbjergs hovedgade, Ruten, og rummer bl.a. et seniorbofællesskab. Det ligger smukt ud til fredede arealer ved Vestvolden.

## Beboersammensætningens udvikling
I slutningen af 1960'erne ændrede beboersammensætningen i Tingbjerg sig. Bebyggelsen havde relativt få store familieboliger, og med 1960'ernes store velfærdsstigning blev det økonomisk overkommeligt for mange familier at købe et parcelhus med have. Derfor flyttede mange af de oprindelige beboere fra Tingbjerg, der oplevede at få mange tomme lejligheder. De almene boliger fik et mere negativt image i dele af befolkningen. Som andre almene boligområder kom Tingbjerg efterhånden til at huse et stigende antal flygtninge, beboere på overførselsindkomst og andre mindrebemidlede grupper.
Tingbjerg har været præget af integrationsproblemer og har i en årrække figureret på regeringens officielle lister over særligt udsatte almene boligområder. I 2022 blev boligområdet imidlertid taget af listen, da indkomsterne var for høje, kriminaliteten for lav og antallet af personer udenfor arbejdsmarkedet også for lavt i forhold til kriterierne for udsatte områder.
1. januar 2022 boede der 6.236 personer i Tingbjerg Sogn. 
I 2020 var 79 % af indbyggerne i Tingbjerg Sogn indvandrere eller efterkommere, hvilket var den højeste andel blandt alle landets sogne.

## Boliger og markante bygninger
Tingbjerg består af treetagers boligblokke bygget i gule mursten med karakteristiske hvide skodder, samt et enkelt højhus i 12 etager.
Både Tingbjerg og Utterslevhuse består af almene boliger, administreret af FSB bolig og KAB/SAB. Der er i alt otte selvstændige boligafdelinger med tre afdelingsbestyrelser.
Tingbjerg Kirke fra 1983 adskiller sig bevidst fra teglhusene med sit gulkalkede ydre og en kubisk form. Til kirken hører et ti år yngre fritstående klokketårn. Alterudsmykningen fra 2004 består af et kors af arkitekt Lars Jensen foran et mørkeblåt vægtæppe, der forestiller Himmelstigen med små, gyldne kors designet og syet af Elisabeth Hofman.
Tingbjerg Bibliotek\Kulturhus blev indviet 1. oktober, 2018 og er et samlingspunkt for bydelen, der inkluderer bibliotek, kulturarrangementer, café, skolebibliotek, værksteder, undervisning m.m. Huset er opført og ejet af Københavns Kommune og boligselskaberne FSB og SAB. Det er arkitektfirmaet COBE, som har tegnet huset.
Bydelen er forsynet med flere offentlige kunstværker. Ved Tingbjerg Skoles boldbaner står Knud Nellemoses "Fodboldspiller" fra 1980, og ved Terrasserne er Gunnar Westmans keramikskulptur "Kalkun" fra 1960 placeret, ligesom der er flere senere gavlmalerier af street art-kunstneren HuskMitNavn.
Tingbjerg blev i 1995 klassificeret som en bebyggelse med høj bevaringsværdi (med SAVE-værdien 3) og er desuden udpeget som et værdifuldt kulturmiljø. Bydelen ses som "et unikt eksempel på en almen boligbebyggelse, der afspejler de velfærdsvisioner og byidealer, der opstod som reaktion mod industrialiseringens slumbebyggelser". Der er mange fine detaljer i bygningerne, der på én gang har forskelligheder og samtidig klart fremstår som dele af en velproportioneret helhed bygget i gule mursten. Arkitekturen trækker tråde tilbage til 1930'ernes og 1940'ernes nationale funkisstil. Samtidig er de store, frodige og varierede haverum tegnet af C. Th. Sørensen meget karakteristiske for området.

## Kendte personer
Børne- og ungdomsborgmester Jesper Christensen er født og opvokset i Tingbjerg.
Skuespilleren Dejan Čukić boede i Tingbjerg, fra han var 11 år gammel.